# Lee Kinsolving
Arthur Lee Kinsolving Jr. (30 de agosto de 1938 - 4 de diciembre de 1974) fue un actor de cine, teatro y televisión estadounidense. En 1960, Kinsolving fue nominado a un Globo de Oro como Mejor Actor de Reparto por su papel de Sammy Goldenbaum en la película The Dark at the Top of the Stairs (1960).

## Vida personal
In 1969, Kinsolving se casó con la modelo Lillian B. Crawford.Después de un matrimonio de tres años, ambos finalmente se divorciaron en 1972.

## Muerte
El 4 de diciembre de 1974, Kinsolving murió en Palm Beach, Florida, a la edad de 36 años, debido a una enfermedad respiratoria repentina .

## Filmografía
| Año  | Título                                                                    | Rol           | Notas                                                   |
| ---- | ------------------------------------------------------------------------- | ------------- | ------------------------------------------------------- |
| 1960 | All the Young Men                                                         | Pvt. Dean     |                                                         |
| 1960 | The Dark at the Top of the Stairs                                         | Sammy Golden  | Nominado en los Globos de Oro al mejor actor de reparto |
| 1961 | The Explosive Generation                                                  | Dan Carlyle   |                                                         |
| 1959 | The Rifleman Temporada 1, Episodio 39 "Boomerang"                         | Tim Elder     |                                                         |
| 1959 | Have Gun Will Travel Temporada 2, Episodio 33 "The Sons of Aaron Murdock" | Jamie Murdock |                                                         |